# Work Your Magic
Work your magic är en sång skriven av Karen Kavaleryan och Philipp Kirkorov. 
Låten var Vitrysslands bidrag i Eurovision Song Contest 2007, och framfördes av artisten Dmitry Koldun. Låten, som räknades som en av favoriterna, slutade på en 6:e plats i finalen, vilket också är Vitrysslands bästa resultat hittills (2007).

## Listplaceringar
| Land (2007) | Topp placering |
| ----------- | -------------- |
| Ryssland    | 2              |
| Lettland    | 3              |
| Spanien     | 3              |
| Sverige     | 34             |
| Danmark     | 38             |